# Cena Izvestijí 1977
Jedenáctý ročník Ceny Izvestijí se konal od 17. – 22. 12. 1977 v Moskvě. Zúčastnila se čtyři reprezentační mužstva a zástupce WHA Quebec Nordiques. Mužstva se utkala jednokolovým systémem každý s každým.

## Výsledky a tabulka
|    |                  | ČSSR           | SSSR          | SWE     | FIN    | QN     | V | R | P | Skóre | B |
| 1. | ČSSR             | Československo | 8:3           | 2:1     | 3:3    | 6:2    | 3 | 1 | 0 | 19:9  | 7 |
| 2. | SSSR             | 3:8            | Sovětský svaz | 9:2     | 7:3    | 5:3    | 3 | 0 | 1 | 24:16 | 6 |
| 3. | Švédsko          | 1:2            | 2:9           | Švédsko | 4:1    | 6:2    | 2 | 0 | 2 | 13:14 | 4 |
| 4. | Finsko           | 3:3            | 3:7           | 1:4     | Finsko | 6:6    | 0 | 2 | 2 | 13:20 | 2 |
| 5. | Quebec Nordiques | 2:6            | 3:5           | 2:6     | 6:6    | Kanada | 0 | 1 | 3 | 13:23 | 1 |

 Československo -  Finsko 3:3 (1:2, 0:0, 2:1)
16. prosince 1977 - Moskva

Branky a nahrávky Československa: 1. Ivan Hlinka (Josef Augusta), 41. Ivan Hlinka (Jiří Bubla), 55. Eduard Novák (Bohuslav Ebermann).

Branky a nahrávky Finska: 9. Esa Peltonen (Pertti Koivulahti), 14. Matti Rautiainen (Juhani Tamminen), 59. Jukka Porvari (Jukka Porvari).

Rozhodčí: Stigg Karlsson (SWE) – Michail Galinovskij (URS), Alexandr Fedosejev (URS)

Vyloučení: 4:4 (využití 0:0)
ČSSR: Jiří Holeček – Jiří Bubla, Milan Kajkl, Oldřich Machač, Milan Chalupa, Jan Zajíček, Miroslav Dvořák, František Kaberle, Jan Neliba – Libor Havlíček, Ivan Hlinka, Josef Augusta – Vladimír Martinec, Jiří Novák, Vladimír Veith - Marián Šťastný, Peter Šťastný, Jaroslav Pouzar – Eduard Novák, Milan Nový, Bohuslav Ebermann.
Finsko: Antti Leppänen – Pekka Marjamäki, Pekka Rautakallio, Timo Nummelin, Seppo Suoraniemi, Pertti Valkeapää, Hannu Haapalainen, Tapio Levo – Jukka Porvari, Pertti Koivulahti, Esa Peltonen – Juhani Tamminen, Seppo Repo, Matti Rautiainen – Jukka Alkula, Martti Jarkko, Mikko Leinonen.
 SSSR -  Quebec Nordiques 5:3 (2:0, 2:2, 1:1)
16. prosince 1977 - Moskva

Branky SSSR: 8. Vjačeslav Anisin, 19. Vjačeslav Anisin, 33. Alexandr Malcev, 33. Gennadij Cygankov, 48. Vjačeslav Anisin.

Branky Quebec Nordiques: 31. Réal Cloutier, 34. Matti Hagman, 57. Matti Hagman.

Rozhodčí: Vladimír Šubrt (TCH) – Jurij Smirnov (URS), Ševčenko (URS)

Vyloučení: 6:8 (využití 2:2, v oslabení 1:0) navíc Jurij Lebeděv a Paul Baxter na 5 minut, Garry Lariviere na 10 minut.
SSSR: Vladislav Treťjak – Gennadij Cygankov, Jurij Fjodorov, Sergej Babinov, Vladimir Lutčenko, Valerij Vasiljev, Vasilij Pěrvuchin – Boris Michajlov, Vladimir Petrov, Valerij Charlamov – Helmuts Balderis, Vjačeslav Anisin, Sergej Kapustin – Alexandr Malcev, Vladimir Kovin, Jurij Lebeděv –
Vladimir Vikulov, Alexandr Lobanov, Boris Alexandrov.
Quebec Nordiques: Ken Broderick – Garry Lariviére, Jean-Claude Tremblay, Jean Bernier, Chris Evans, Paul Baxter - Réal Cloutier, Matti Hagman, Marc Tardif - Christian Bordeleau, Serge Bernier, Warren Miller - Charles Constantin, Norm Dubé, Rick Morris - Kurt Brackenbury, Robert Fitchner, Steve Sutherland.
 Švédsko -  Finsko 4:1 (1:1, 1:0, 2:0)
17. prosince 1977 – Moskva

Branky Švédska: 20. Nils-Olof Olsson, 30. Leif Holmgren, 44. Stig Östling, 57. Lars-ErikEricsson 

Branky Finska: 5. Seppo Repo.

Rozhodčí: Harris (CAN) – Rais Fasachutdinov (URS), Nikolaj Morozov (URS)

Vyloučení: 3:5 (využití 1:1)
Švédsko: Lennnart Andersson – Mats Waltin, Stig Östling, Stig Salming, Ulf Weinstock, Lars Lindgren, Lars Zetterström – Lars-Göran Nilsson, Martin Karlsson, Lars-Gunnar Lundberg - Nils-Olof Olsson, Thomas Gradin, Lars-Erik Ericsson – Leif Holmgren, Lennart Norberg, Bengt Lundholm.
Finsko: Antti Leppänen – Pertti Valkeapää, Hannu Haapalainen, Pekka Marjamäki, Pekka Rautakallio, Timo Nummelin, Seppo Suoraniemi, Reijo Laksola, Tapio Levo – Jukka Alkula, Martti Jarkko, Mikko Leinonen - Jukka Porvari, Pertti Koivulahti, Esa Peltonen – Juhani Tamminen, Seppo Repo, Matti Rautiainen - Hannu Kapanen, Veli-Matti Ruisma, Kari Makkonen.
 Švédsko -  Quebec Nordiques 6:2 (0:0, 4:0, 2:2)
18. prosince 1977 - Moskva

Branky Švédska: 29. Lars-Gunnar Lundberg, 34. Thomas Gradin, 36. Lars-Gunnar Lundberg, 37. Per Lundqvist, 49. Bengt Lundholm, 54. Lars-Erik Esbjörs.

Branky Quebec Nordiques: 52. Jean-Claude Tremblay, 60. Garry Lariviere.

Rozhodčí: Vladimír Šubrt (TCH) – Michail Galinovskij (URS), Alexandr Fedosejev (URS)

Vyloučení: 3:8 (využití 3:0, v oslabení 0:1) navíc Hardy Nilsson na 10 minut.
Švédsko: Gunnar Lejdborg - Stig Salming, Lars-Erik Esbjörs, Lars Lindgren, Lars Zetterström, Mats Waltin, Stig Östling - Nils-Olof Olsson, Thomas Gradin, Lars-Erik Ericsson – Leif Holmgren, Per Lundqvist, Bengt Lundholm - Lars-Göran Nilsson, Peter Wallin, Lars-Gunnar Lundberg - Lennart Norberg, 
Quebec Nordiques: Ken Broderick (49. James Corsi) - Jean-Claude Tremblay, Paul Baxter, Garry Lariviére, Jean Bernier, Chris Evans - Kurt Brackenbury, Robert Fitchner, Steve Sutherland - Réal Cloutier, Matti Hagman, Marc Tardif - Christian Bordeleau, Serge Bernier, Norm Dubé - Charles Constantin, Andre Boudrias, Rick Morris.
 SSSR -  Československo 3:8 (0:2, 0:3, 3:3)
18. prosince 1977 - Moskva

Branky a nahrávky SSSR: 41. Boris Michajlov, 43. Boris Michajlov (Gennadij Cygankov), 53. Valerij Charlamov.

Branky a nahrávky Československa: 11. Jiří Bubla, 13. Vladimír Martinec (Miroslav Dvořák), 24. Marián Šťastný, 31. Ivan Hlinka, 39. Jaroslav Pouzar (Eduard Novák), 42. Jiří Novák, 54. Josef Augusta (Ivan Hlinka), 55. Vladimír Martinec (Eduard Novák).

Rozhodčí: Raimo Seppanen (FIN) – Jurij Smirnov (URS), Ševčenko (URS)

Vyloučení: 6:7 (využití 1:1, v oslabení 1:0)
SSSR: Vladislav Treťjak – Gennadij Cygankov, Jurij Fedorov, Sergej Babinov, Vladimir Lutčenko, Valerij Vasiljev, Vasilij Pěrvuchin – Boris Michajlov, Vladimir Petrov, Valerij Charlamov – Helmuts Balderis, Vjačeslav Anisin, Sergej Kapustin – Viktor Šalimov, Vladimir Kovin, Jurij Lebeděv – Vladimir Vikulov, Alexandr Lobanov, Boris Alexandrov - Alexandr Malcev.
ČSSR: Jiří Holeček – Jiří Bubla, Milan Kajkl, František Kaberle, Jan Zajíček, Oldřich Machač, Miroslav Dvořák – Marián Šťastný, Ivan Hlinka, Josef Augusta – Eduard Novák, Milan Nový, Jaroslav Pouzar – Vladimír Martinec, Jiří Novák, Bohuslav Ebermann.
 Finsko -  Quebec Nordiques 6:6 (2:1, 2:5, 2:0)
19. prosince 1977 - Moskva

Branky Finska: 3. Seppo Repo, 7. Seppo Repo, 38. Esa Peltonen, 38. Martti Rautianen, 54. Juhani Tamminen, 55. Pertti Koivulahti.

Branky Quebec Nordiques: 7. Jean Bernier, 27. Robert Fitchner, 32. Réal Cloutier, 33. Steve Sutherland, 35. Matti Hagman, 40. Matti Hagman.

Rozhodčí: Viktor Dombrovskij (URS) – Jurij Smirnov (URS), Rais Fasachutdinov (URS)

Vyloučení: 2:5 (využití 2:0)
Finsko: Antti Leppänen – Pekka Rautakallio, Pertti Valkeapää, Hannu Haapalainen, Pekka Marjamäki, Timo Nummelin, Seppo Suoraniemi - Jukka Porvari, Pertti Koivulahti, Esa Peltonen – Jukka Alkula, Martti Jarkko, Mikko Leinonen - Juhani Tamminen, Seppo Repo, Matti Rautiainen - Hannu Kapanen, Veli-Matti Ruisma, Kari Makkonen.
Quebec Nordiques: Ken Broderick - Jean-Claude Tremblay, Paul Baxter, Garry Lariviére, Jean Bernier, Chris Evans - Réal Cloutier, Matti Hagman, Marc Tardif - Robert Fitchner, Steve Sutherland, Warren Miller - Christian Bordeleau, Serge Bernier, Norm Dubé - Charles Constantin, Andre Boudrias, Rick Morris.
 SSSR -  Finsko 7:3 (3:0, 2:0, 2:3)
20. prosince 1977 - Moskva

Branky SSSR: 8. Jurij Fjodorov, 8. Valerij Charlamov, 11. Vladimir Petrov, 29. Gennadij Cygankov, 39. Vjačeslav Anisin, 44. Jurij Fjodorov, 52. Vasilij Pěrvuchin.

Branky Finska: 48. Hannu Kapanen, 53. Seppo Suoraniemi, 54. Jukka Alkula.

Rozhodčí: Stig Karlsson (SWE) – Michail Galinovskij (URS), Alexandr Fedosejev (URS)

Vyloučení: 2:1 (využití 0:0)
SSSR: Vladislav Treťjak – Gennadij Cygankov, Jurij Fjodorov, Sergej Babinov, Vladimir Lutčenko, Valerij Vasiljev, Vasilij Pěrvuchin, Viktor Chatulev – Boris Michajlov, Vladimir Petrov, Valerij Charlamov – Helmuts Balderis, Vjačeslav Anisin, Sergej Kapustin – Viktor Šalimov, Alexandr Malcev, Jurij Lebeděv – Boris Alexandrov, Alexandr Lobanov, Vladimir Vikulov.
Finsko: Antti Leppänen – Pekka Marjamäki, Pekka Rautakallio, Timo Nummelin, Seppo Suoraniemi, Pertti Valkeapää, Hannu Haapalainen - Jukka Porvari, Pertti Koivulahti, Esa Peltonen – Matti Rautiainen, Seppo Repo, Juhani Tamminen - Jukka Alkula, Martti Jarkko, Mikko Leinonen - Hannu Kapanen, Veli-Matti Ruisma, Kari Makkonen.
 Československo -  Švédsko 2:1 (1:1, 1:0, 0:0)
20. prosince 1977 - Moskva

Branky a nahrávky Československa: 19. Vladimír Martinec, 39. Bohuslav Ebermann (Ivan Hlinka).

Branky a nahrávky Švédska: 10. Lennart Norberg (Ulf Weinstock).

Rozhodčí: R. Harris (CAN) – Jurij Smirnov (URS), A. Ševčenko (URS)

Vyloučení: 4:2 (využití 2:0)
ČSSR: Jiří Králík – Jiří Bubla, Milan Kajkl, Milan Chalupa, Miroslav Dvořák, František Kaberle, Jan Zajíček – Libor Havlíček, Ivan Hlinka, Josef Augusta – Vladimír Martinec, Jiří Novák, Bohuslav Ebermann - Marián Šťastný, Peter Šťastný, Jaroslav Pouzar.
Švédsko: Lennnart Andersson – Stig Salming, Ulf Weinstock, Lars Lindgren, Lars Zetterström, Mats Waltin, Stig Östling – Nils-Olof Olsson, Thomas Gradin, Lars-Erik Ericsson – Per Lundqvist, Leif Holmgren, Bengt Lundholm – Lennart Norberg, Kjell Brus, Martin Karlsson – Lars-Göran Nilsson, Peter Wallin, Lars-Gunnar Lundberg.
 SSSR -  Švédsko 9:2 (2:1, 4:0, 3:1)
21. prosince 1977 - Moskva

Branky SSSR: 1. Valerij Charlamov, 3. Helmuts Balderis, 28. Valerij Charlamov, 29. Sergej Kapustin, 30. Alexandr Malcev, 33. Helmuts Balderis, 48. Sergej Babinov, 59. Viktor Šalimov, 60. Valerij Vasiljev.

Branky Švédska: 20. Lars-Erik Ericsson, 51. Lars-Erik Ericsson. 

Rozhodčí: Harris (CAN) - Jurij Smirnov (URS), Rais Fasachudinov (URS)

Vyloučení: 4:6 (využití 2:1, v oslabení 2:0)
SSSR: Vladislav Treťjak (41. Alexandr Sidělnikov) – Gennadij Cygankov (Viktor Chatulev), Jurij Fjodorov, Sergej Babinov, Vladimir Lutčenko, Valerij Vasiljev, Vasilij Pěrvuchin - Boris Michajlov, Vladimir Petrov, Valerij Charlamov – Helmuts Balderis, Vjačeslav Anisin, Sergej Kapustin - Jurij Lebeděv, Alexandr Malcev, Boris Alexandrov - Viktor Šalimov, Alexandr Lobanov, Vladimir Kovin.
Švédsko: Gunnar Lejdborg (41. Lennnart Andersson) – Lars Lindgren, Lars Zetterström, Stig Salming, Ulf Weinstock, Lars-Erik Esbjörs, Stig Östling - Bengt Lundholm, Thomas Gradin, Per Lundqvist - Peter Wallin, Lars-Erik Ericsson, Mats Waltin - Nils-Olof Olsson, Kjell Brus, Lennart Norberg - Martin Karlsson, Lars-Göran Nilsson, Lars-Gunnar Lundberg.
 Československo -  Quebec Nordiques 6:2 (3:1, 2:0, 1:1)
21. prosince 1977 - Moskva

Branky Československa: 9. Bohuslav Ebermann, 12. Milan Kajkl, 13. Marián Šťastný, 32. Peter Šťastný, 34. Eduard Novák, 55. Vladimír Martinec.

Branky Quebec Nordiques: 9. Réal Cloutier, 51. Marc Tardif.

Rozhodčí: Raimo Seppanen (FIN) – Nikolaj Morozov (URS), Rais Fasachutdinov (URS)

Vyloučení: 1:4 (využití 1:0)
ČSSR: Jiří Králík – Jiří Bubla, Milan Kajkl, František Kaberle, Jan Zajíček, Oldřich Machač, Miroslav Dvořák, Milan Chalupa – Vladimír Martinec, Ivan Hlinka, Vladimír Veith – Eduard Novák, Milan Nový, Bohuslav Ebermann - Marián Šťastný, Peter Šťastný, Jaroslav Pouzar – Jiří Novák.
Quebec Nordiques: Ken Broderick (21. Jim Corsi) – Garry Lariviére, Jean Bernier, Chris Evans, Paul Baxter, Dave Inkpen – Warren Miller, Matti Hagman, Marc Tardif – Réal Cloutier, Bob Fitchner, Norm Dubé – Charles Constantin, Serge Bernier, Steve Sutherland - Christian Bordeleau, André Boudrias, Rick Morris.

## Statistiky

### All-Star Tým
| Brankář | Jiří Holeček    |
| Obránce | Jean Bernier    |
| Obránce | Pekka Marjamäki |
| Útočník | Boris Michajlov |
| Útočník | Ivan Hlinka     |
| Útočník | Thomas Gradin   |

### Kanadské bodování
| Poř. | Kanadské bodování | Branky | Přihrávky | Body |
| ---- | ----------------- | ------ | --------- | ---- |
| 1.   | Vjačeslav Anisin  | 4      | 2         | 6    |
| 1.   | Valerij Charlamov | 4      | 2         | 6    |